# Nanako SOS
Nanako SOS (ななこＳＯＳ?) è un manga seinen scritto e disegnato da Hideo Azuma, pubblicato in Giappone sulle riviste Popcorn e Just Comic di Kobunsha dall'aprile 1980 al giugno 1985.
Nel 1983 è stato realizzato dalla Kokusai Eiga-sha un anime di 39 episodi, andato in onda in Giappone su Fuji TV. Dal luglio 2001 al luglio 2004 l'autore dell'opera ha realizzato nuovi capitoli del manga, che sono stati pubblicati sulla rivista Azuma Magazine.
In Italia l'anime è stato trasmesso col titolo Nanà Supergirl da Italia 1 dal settembre 1984, mentre il manga, basato sulla seconda edizione giapponese del 2005, è arrivato tra il novembre 2008 e l'ottobre 2009 pubblicato dalla Magic Press Edizioni.

## Trama
Nanako (Nanà) è una ragazza d'ignota provenienza che acquisisce inaspettatamente dei superpoteri, ma allo stesso tempo perde la sua memoria passata, come risultato di un esperimento scientifico andato male, condotto dal liceale Tomoshige Yotsuya (Leonetto). Quest'ultimo promette di aiutarla a riacquistare la memoria, a patto che lei si unisca alla sua società tuttofare, della quale fa parte anche l'amico e compagno di classe Iidabashi (Bobolo). Nanako accetta ingenuamente l'accordo di Yotsuya, il cui vero intento è solamente sfruttare a proprio vantaggio i poteri della ragazza per arricchirsi, finendo però per non riuscirci mai.

## Personaggi

Da sinistra: Nanako (Nanà), Yotsuya (Leonetto) e Iidabashi (Bobolo)

Nanako (ななこ? Nanà nell'edizione italiana dell'anime)
Doppiata da: Reiko Kitō (ed. giapponese), Francesca Rossiello (ed. italiana)
Una timida ragazza d'ignota provenienza che scende dalle nuvole come cullata e priva di memoria; sfidando la legge di gravità lentamente arriva proprio tra le braccia di Yotsuya e a quel punto è svegliata dal rumore di un fulmine, ma l'unica cosa che ricorda è il suo nome. Possiede dei superpoteri: può volare, ha una super forza, telepatia, telecinesi, teletrasporto e può diventare gigante. Decide di rimanere insieme a Yotsuya, quando lui le promette di aiutarla a riacquistare la memoria a patto che lei entri nella Società Tuttofare e nell'Agenzia Investigativa Nanà. Quando deve compiere imprese indossa un costume rosa datole da Yotsuya, che la chiama "Supergirl"; come eroina vive spesso strane avventure, ad esempio quando incontra il suo alter-ego maschile, vale a dire un ragazzo di nome Nanao, che per sbaglio scambia la sua personalità da giovanotto con quella della signorina. Ad un certo punto della serie i suoi poteri scompaiono. È segretamente innamorata di Yotsuya, il quale preso com'è sempre dal desiderio di guadagnare, si dimostra un po' freddo e calcolatore, ma spesso finisce per dimostrare buoni sentimenti.
Eiichirō Yotsuya (四谷 永一郎?, Yotsuya Eiichirō) (manga) / Tomoshige Yotsuya (四谷 智茂?, Yotsuya Tomoshige, Leonetto nell'edizione italiana dell'anime) (anime)
Doppiato da: Yūji Mitsuya (ed. giapponese), Alessio Cigliano (ed. italiana)
Un ragazzo alto dai lunghi capelli rosa, che veste spesso con la giacca in pelle, è un liceale che prova a fare lo scienziato, con risultati  altalenanti. Mentre sta provando la sua ultima e nuova invenzione, ovvero una macchina in grado di donare a una persona dei super poteri, trova Nanako. Quest'ultima ha perso la memoria e Yotsuya si offre di aiutarla, ma in realtà vuole sfruttare i suoi poteri per i propri scopi; nonostante si dimostri un po' freddo e calcolatore nei suoi confronti, col passare del tempo sembra sviluppare sentimenti verso di lei.
Prof. Iidabashi (飯田橋 博士?, Iidabashi hakase, Bobolo nell'edizione italiana dell'anime)
Doppiato da: Tōru Furuya (ed. giapponese), Graziella Polesinanti (ed. italiana)
L'occhialuto compagno di classe di Yotsuya, nonché suo migliore amico e socio nella ditta tuttofare. Ha una cotta per Nanako, ma questo non gli impedisce di sgridarla quando fa qualcosa di sbagliato. Vuole diventare un disegnatore di fumetti (mangaka). È sempre lui la cavia per gli esperimenti strampalati di Yotsuya, persino nel primo episodio, dove l'intento del capellone era quello di far diventare lui un essere dotato di superpoteri.
Seven (コンビニエンジ・セブン?, Konbini Enji Sebun, Convenience Angel 7)
Doppiato da: Naoki Tatsuta (ed. giapponese), Alessio Cigliano (ed. italiana)
Un uccello-robot di colore blu progettato da Yotsuya per aiutare, insieme a Eleven, Nanako quando serve.
Eleven (コンビニエンジ・イレブン?, Konbini Enji Irebun, Convenience Angel 11)
Doppiato da: Kyōko Tongū (ed. giapponese), Francesca Rossiello (ed. italiana)
L'altro uccello-robot di colore rosso progettato da Yotsuya per aiutare, insieme a Seven, Nanako quando serve.
Dott. Ishikawa (ドクター石川?, Dokutā Ishikawa)
Doppiato da: Banjō Ginga (ed. giapponese), Bruno Cattaneo (ed. italiana)
Torreggiante scienziato dal fisico simile al mostro di Frankenstein e dall'incarnato cinereo, avido consumatore di uova crude che si sposta su un colossale e fantascientifico elicottero.
Oshamanbe (長万部?, Oshamanbe, Pannocchione nell'edizione italiana dell'anime)
Doppiato da: Yasuo Tanaka (1ª voce) / Junpei Takiguchi (2ª voce) (ed. giapponese), Bruno Cattaneo (ed. italiana)
Bizzarro individuo vestito con indumenti artici che viaggia con tre maldestri assistenti su un sommergibile nucleare che all'occorrenza può volare (ghiotto di pannocchie come si può intuire dal suo nome). Ha una cotta per Nanako, ma per il suo aspetto tutt'altro che affascinante non può certo permettersela.
Gotanda (五反田?, Gotanda)
Doppiato da: Masaya Taki (ed. giapponese), Bruno Cattaneo (1ª voce) / Marco Bonetti (2ª voce) (ed. italiana)
Il collezionista di mostri, milionario eccentrico che vuole aggiungere la super-ragazza Nanako alla sua "raccolta".
Matsudo (松戸?, Matsudo, Omar nell'edizione italiana dell'anime)
Doppiato da: Kazuya Tatekabe (ed. giapponese), Mino Caprio (ed. italiana)
Collezionista di forzuti.
Ogura (小倉?, Ogura, Klondike nell'edizione italiana dell'anime)
Doppiato da: Toshio Furukawa (ed. giapponese), Luciano Marchitiello (ed. italiana)
Giovane e ricchissimo capitano d'industria che vuole strappare Nanako all'influenza di Yotsuya e Iidabashi per farne la sua sposa.

## Media

### Manga
Il manga è stato pubblicato sulle riviste Popcorn e Just Comic dall'aprile 1980 al giugno 1985 e successivamente serializzato in 5 tankōbon. Dal luglio 2001 al luglio 2004, l'autore dell'opera, Hideo Azuma, ha scritto e disegnato nuovi capitoli sull'opera, pubblicati su Azuma Magazine. Una riedizione è uscita nel 2005. Un'altra edizione, più completa delle precedenti, che presenta alcune pagine a colori è stata distribuita dal 2019.
In Italia è stato pubblicato dal 30 novembre 2008 al 4 ottobre 2009 dalla Magic Press Edizioni e si rifà a quella giapponese del 2005.

#### Volumi
| 1 | 30 novembre 2008 | ISBN 978-88-7759-266-8 |
| 1 | Capitoli - Act 0. Un diavolo di uomo - Act 1. Il risveglio di Nanako - Act 2. Nanako si arrabbia - Act 3. Cronache di Testa di Gatto - Act 4. Supergirl Company - Act 5. Nanako si innamora - Act 6. Nanako nel mirino - Act 7. Arriva la Supergirl n. 2 - Act 8. Compriamo il biglietto per lo spazio! - Act 9. Caccia al tesoro - Act 10. Supermovie - Act 11. Il contrattacco del Dottor Ishikawa - Act 12. Un cavaliere per Nanako - Act 13. Facciamo soldi alla festa dello sport - Act 14. Il maniaco e la crisi - Act 15. Storie della macchina per produrre esper              |                        |
| 2 | 28 febbraio 2009 | ISBN 978-88-7759-281-1 |
| 2 | Capitoli - Act 16. Una vagabonda che veste alla marinara - Act 17. Una vagabonda che veste alla marinara 2 - Act 18. Il malvagio re dei mari Poseidone - Act 19. Un diavolo di bebè - Act 20. Nanako fa la consulente! - Act 21. Arriva l'esper Yuki!! - Act 22. È nata una supermodella?! - Act 23. I superpoteri scomparsi - Act 24. Il tifone ladro - Act 25. Super yoga - Act 26. Il complotto di Yotsuya - Inedito. Le storielle da una pagina di Nanako |                        |
| 3 | 31 maggio 2009 | ISBN 978-88-7759-327-6 |
| 3 | Capitoli - Act 27. Il mistero della pista da sci - Act 28. Viaggio nel tempo - Act 29. Il vecchio e gli animali - Act 30. La comparsa di un rivale - Act 31. Il robot succhia-poteri - Act 32. Un koinobori sopra i tetti - Act 33. Le olimpiadi dei superpoteri - Act 34. Il segreto della città in fondo al mare - Act 35. Gli avvenimenti di un'estate - Act 36. Yotsuka fever |                        |
| 4 | 12 agosto 2009 | ISBN 978-88-7759-350-4 |
| 4 | Capitoli - Act 37. L'amore di mamma e papà più profondo del mare - Act 38. Izumi la selvaggia - Act 39. Is this a movie?! - Act 40. Viaggio sul pianeta delle nevi - Act 41. La depressione del dottor Kyoma - Act 42. La dottoressa Nanako - Act 43. Fiori nella tempesta - Act 44. Lo scandalo di Nanako - Act 45. Nanako l'assistente - Act 46. Lo chiamavano il pomodoro teppista - Act 47. Arriva "La cosa" - Inedito. Le storielle da una pagina di Nanako |                        |
| 5 | 4 ottobre 2009 | ISBN 978-88-7759-351-1 |
| 5 | Capitoli - Act 48. La terrificante dipendenza da Nanako - Act 49. I malinconici raggi della commedia romantica - Act 50. La fuga di Nanako - Act 51. L'aula leggendaria - Act 52. Mi conceda Nanako! - Act 53. Maestra Nanako, fammi da avversaria! - Act 54. Nanako alle terme miste di montagna - Act 55. Nanako crea la storia di un manga - Act 56. Nanako si immerge nel verde - Act 57. La storia illustrata di Hideo e Nanako - Act 58. Iidabashi si evolve - Act 59. La cerimonia di invasione - Act 60. Nanako vende i gelati - Inedito. Le storielle da una pagina di Nanako |                        |

### Anime
L'anime, prodotto da Kokusai Eiga-sha, è composto da 39 episodi, andati in onda su Fuji TV dal 2 aprile al 24 dicembre 1983. La serie è stata raccolta, recentemente, in due DVD-BOX con gli episodi rimasterizzati. Vi sono numerose differenze con il manga.
In Italia è stato acquistato da Fininvest (ora Mediaset) ed è stato trasmesso su Italia 1 nel settembre 1984. Nelle repliche su Hiro del 2011 è stato recuperato l'episodio 5, mai trasmesso prima. La versione italiana non presenta gravi censure, se non il cambio di qualche nome dei personaggi.

#### Episodi
| Nº | Titolo italiano Giapponese 「Kanji」 - Rōmaji - Traduzione letterale                                                                  | In onda           | In onda           |
| Nº | Titolo italiano Giapponese 「Kanji」 - Rōmaji - Traduzione letterale                                                                  | Giapponese        | Italiano          |
| 1  | Una ragazza speciale 「超能力の美少女」 - Chō nōryoku no bishōjo – "La ragazza con poteri speciali"                                   | 2 aprile 1983     | 11 settembre 1984 |
| 2  | Lo sbarco degli extraterrestri 「宇宙豆の唄が聞こえる」 - Sora mame no uta ga kikoeru – "Si riesce a sentire la canzone dallo spazio" | 9 aprile 1983     | 13 settembre 1984 |
| 3  | Uno strano vampiro 「悩める吸血少年？！」 - Nayameru kyūketsu shōnen?! – "Il ragazzo vampiro preoccupato?!"                           | 16 aprile 1983    | 15 settembre 1984 |
| 4  | Il clan mafioso 「ボスとななこと機関銃」 - Bosu to Nanako to kikan jū – "Il boss, Nanako e la mitragliatrice"                         | 23 aprile 1983    | 18 settembre 1984 |
| 5  | Profumo di olive 「オリーブは悪魔の匂い」 - Orību wa akuma no nioi – "Le olive sono il profumo del diavolo"                           | 30 aprile 1983    | 15 marzo 2011     |
| 6  | La regina delle nevi 「美しき氷の女王」 - Utsukushiki kōri no joō – "La bellissima regina delle nevi"                                 | 7 maggio 1983     | 20 settembre 1984 |
| 7  | Il duplicatore 「不思議の国のななこ」 - Fushigi no kuni no Nanako – "Nanako nel Paese delle Meraviglie"                               | 14 maggio 1983    | 22 settembre 1984 |
| 8  | Concorrenza sleale 「暴れていいとも！筋肉娘」 - Abarete ītomo! Kinniku musume – "Si può arrabbiare! Ragazza muscolosa"                | 21 maggio 1983    | 25 settembre 1984 |
| 9  | Il mistero del castello 「燃えろショジョ寺拳法」 - Moero shojo tera kenpō                                                             | 28 maggio 1983    | 27 settembre 1984 |
| 10 | Lotta nel deserto 「アラブより愛をこめて」 - Arabu yori ai wo komete – "Dall'Arabia con amore"                                        | 4 giugno 1983     | 29 settembre 1984 |
| 11 | Missione in Africa 「のんびりブッシュマン」 - Nonbiri Busshuman – "I pacifici Boscimani"                                              | 11 giugno 1983    | 1º ottobre 1984   |
| 12 | Avventura sul treno 「ダイエット急行殺人事件」 - Daietto kyūkō satsujin jiken – "Il caso dell'omicidio della dieta sull'espresso"     | 18 giugno 1983    | 3 ottobre 1984    |
| 13 | Una partita di baseball 「セーラー服のサウスポー」 - Sērā fuku no sausupō – "L'uniforme da marinaio di Southpaw"                      | 25 giugno 1983    | 5 ottobre 1984    |
| 14 | Il fantasma mascherato 「八ツ仮面村の怪？！」 - Hachitsu kamen-mura no kai?! – "Il mostro mascherato del villaggio Hachitsu?!"        | 2 luglio 1983     | 8 ottobre 1984    |
| 15 | L'apparecchio misterioso 「ななこの決死圏」 - Nanako no kesshi-ken – "Il gesto disperato di Nanako"                                   | 9 luglio 1983     | 10 ottobre 1984   |
| 16 | Mal di luna 「オオカミ男だぜい！」 - Ōkami otoko dazei! – "Sono un lupo mannaro!"                                                     | 16 luglio 1983    | 12 ottobre 1984   |
| 17 | Il re del travestimento 「怪人、百面相の涙」 - Kaijin, hyakumensō no namida                                                           | 23 luglio 1983    | 15 ottobre 1984   |
| 18 | Un sogno a colori 「北の果て物語」 - Kita no hate monogatari – "Storia della fine del nord"                                           | 30 luglio 1983    | 17 ottobre 1984   |
| 19 | L'isola dei dinosauri 「漂流・１００万年」 - Hyōryū · 100 man-nen – "Alla deriva · un milione di anni"                                | 6 agosto 1983     | 19 ottobre 1984   |
| 20 | Il campione timido 「ななこプロレスの味方です」 - Nanako puroresu no mikata desu – "È l'alleato wrestler professionista di Nanako"    | 13 agosto 1983    | 22 ottobre 1984   |
| 21 | Il tesoro sommerso 「ひと夏の思い出」 - Hitonatsu no omoide – "Ricordi di un'estate"                                                  | 20 agosto 1983    | 24 ottobre 1984   |
| 22 | L'attrice rapita 「ななこハリウッドする」 - Nanako Hariuddo suru – "Nanako a Hollywood"                                               | 27 agosto 1983    | 26 ottobre 1984   |
| 23 | Cacciatore di farfalle 「南の島の秘宝」 - Minami no shima no hihō – "Il tesoro dell'isola del sud"                                    | 3 settembre 1983  | 30 ottobre 1984   |
| 24 | Il regno di Irikan 「異次元の冒険」 - Ijigen no bōken – "Avventura in un'altra dimensione"                                            | 10 settembre 1983 | 1º novembre 1984  |
| 25 | Gara culinaria 「ななこの料理パラダイス」 - Nanako no ryōri paradaisu – "Il paradiso culinario di Nanako"                             | 17 settembre 1983 | 3 novembre 1984   |
| 26 | Il robot 「ななこ売ります」 - Nanako urimasu – "Vendo Nanako"                                                                         | 24 settembre 1983 | 6 novembre 1984   |
| 27 | L'agente segreto 「ななこを愛したスパイ」 - Nanako wo itoshita supai – "La spia che amava Nanako"                                     | 1º ottobre 1983   | 8 novembre 1984   |
| 28 | Un violino da 100 milioni 「わが心のバイオリン」 - Waga kokoro no baiorin – "Il violino del mio cuore"                                | 8 ottobre 1983    | 10 novembre 1984  |
| 29 | Scambio di persona 「大混戦？！王女とななこ」 - Dai konsen?! Ōjo to Nanako – "Grande rivolta?! La principessa e Nanako"               | 15 ottobre 1983   | 13 novembre 1984  |
| 30 | Uno strano incontro 「スーパーボーイななお」 - Sūpābōi Nanao – "Superboy Nanao"                                                       | 22 ottobre 1983   | 15 novembre 1984  |
| 31 | La fortezza mobile 「危うし！よろずカンパニー」 - Ayaushi! Yorozu kanpanī – "Pericoloso! L'azienda Yorozu"                            | 29 ottobre 1983   | 17 novembre 1984  |
| 32 | Troppi corteggiatori 「いけいけマリンウォーズ」 - Ike ike marin uōzu – "Andate andate Marin Wars"                                     | 5 novembre 1983   | 20 novembre 1984  |
| 33 | Sfida all'ultimo sangue 「小倉のプロポーズ大作戦」 - Ogura no puropōzu daisakusen – "La grande strategia di proposta di Ogura"        | 12 novembre 1983  | 22 novembre 1984  |
| 34 | Doppio rapimento 「消えた超能力？！」 - Kieta chō nōryoku?! – "I poteri speciali spariti?!"                                           | 19 novembre 1983  | 24 novembre 1984  |
| 35 | Colpo di fulmine 「四谷にホレた天才少女？！」 - Yotsuya ni horeta tensai shōjo?! – "La ragazza geniale arrivata da Yotsuya?!"         | 26 novembre 1983  | 27 novembre 1984  |
| 36 | Il malato immaginario 「ななこのお見舞い日記」 - Nanako no o mimai nikki – "Il simpatico diario di Nanako"                            | 3 dicembre 1983   | 29 novembre 1984  |
| 37 | Invasione spaziale 「星に願いを」 - Hoshi ni negai wo – "Desiderio a una stella"                                                      | 10 dicembre 1983  | 1º dicembre 1984  |
| 38 | La regina del tempo 「トキと駆ける少女」 - Toki to kakeru shōjo – "Toki e la ragazza che corre"                                       | 17 dicembre 1983  | 4 dicembre 1984   |
| 39 | Ciao, a presto! 「また会う日まで」 - Mata au hi made – "Fino al giorno in cui ci rincontreremo"                                       | 24 dicembre 1983  | 6 dicembre 1984   |

#### Sigle
Sigla di apertura
- Orange no dancing (オレンジのダンシング?), di Miyuki Takahashi

Sigla di chiusura
- Hoshizora nocturne (星空ノクターン?), di Miyuki Takahashi

Sigla di apertura e di chiusura italiana
La sigla italiana Nanà Supergirl, scritta da Alessandra Valeri Manera con la musica di Piero Cassano ed interpretata da Cristina D'Avena viene usata sia in apertura che in chiusura. Il brano è stato poi incluso nell'album della cantante Fivelandia 2.

#### Trasmissioni e adattamenti nel mondo
Nanako SOS è stato trasmesso, oltre che in Giappone e in Italia, anche in diversi Paesi in tutto il mondo. In Francia è stata trasmessa la stessa edizione mandata in onda in Italia, poiché la rete televisiva La Cinq era parzialmente di proprietà di Fininvest; la sigla utilizzata è cantata da Claude Lombard. Enoki Films ha acquistato i diritti della serie per gli Stati Uniti, ma non è stata mai trasmessa.
| Stato       | Canale/i televisivo | Data prima TV | Titolo             |
| ----------- | ------------------- | ------------- | ------------------ |
| Francia     | La Cinq             | novembre 1989 | Supernana          |
| Stati Uniti | -                   | mai trasmessa | Nana the Supergirl |